# Электротехника
Электроте́хника — область техники, связанная с получением, распределением, преобразованием и использованием электрической энергии, а также с разработкой, эксплуатацией и оптимизацией электронных компонентов, электронных схем и устройств, оборудования и технических систем. Под электротехникой также понимают техническую науку, которая изучает применение электрических и магнитных явлений для практического использования.
Электротехника выделилась в самостоятельную науку из физики в конце XIX века. В настоящее время электротехника как наука включает в себя следующие разделы: электромеханика, ТОЭ, светотехника, силовая электроника. Кроме того, к отраслям электротехники часто относят энергетику, хотя легитимная классификация рассматривает энергетику как отдельную техническую науку. Основное отличие электротехники от слаботочной электроники заключается в том, что электротехника изучает проблемы, связанные с силовыми крупногабаритными электронными компонентами: линии электропередачи, электрические приводы, мощные нагрузки (приемники энергии), некоторые преобразователи (такие как трансформаторы и выпрямители), в то время как в электронике основными компонентами являются источники электрических сигналов (как аналоговых, так и цифровых, например датчики, генераторы) и устройства их обработки (АЦП, ЦАП, усилители, инверторы, компараторы, смесители, аттенюаторы, ОУ, фазовращатели, линии задержки, запоминающие устройства), устройства на базе полупроводниковых приборов, а также сами полупроводниковые приборы. В другом смысле, в электротехнике основной задачей является передача электрической энергии, а в слаботочной электронике — информации.

## История
Основы для развития электротехники заложили обширные экспериментальные исследования и создание теорий электричества и магнетизма. Широкое практическое применение электричества стало возможно только в XIX веке с появлением вольтова столба, что позволило как найти приложение открытым законам, так и углубить исследования. В этот период вся электротехника базировалась на постоянном токе.
В конце XIX века, с преодолением проблемы передачи электроэнергии на большие расстояния за счёт использования переменного тока и созданием трёхфазного электродвигателя, электричество повсеместно внедряется в промышленность, а электротехника приобретает современный вид, включающий множество разделов, и оказывает влияние на смежные отрасли науки и техники.

## Разделы
Электричество имеет очень широкий спектр применения и является своеобразной «разменной монетой» в области преобразования и использования энергии. Электричество возможно получить множеством различных способов: механическим (мускульные, гидро-, ветро-, паро-, Стирлинг-, ДВС-генераторы, в том числе свободнопоршневые линейные генераторы и т.д., пьезоэлектричество, эффект Виллари и т.п.), тепловым (термопары, РИТЭГи, т.е. эффект Зеебека), химическим (гальванические батареи, аккумуляторы, топливные элементы, МГД-генераторы), световым (солнечные панели, наноантенны), биологическим (миоэлектричество, электрические органы рыб), звуковым (динамические микрофоны), индукционным (антенны, ректенны), эффект Дорна, радиационным (бета-вольтаические элементы).
В то же время можно реализовывать обратные процессы — преобразование электричества в механическое усилие (электродвигатели, электромагниты, магнитострикция, МГД-насосы, опыты Гальвани, электромиостимуляция), тепло (по закону Джоуля-Ленца: ТЭНы, индукционный нагрев, искровой поджиг, электродный котёл, эффект Пельтье: элементы Пельтье), видимое, УФ- и ИК-излучение (лампы накаливания, светодиоды, электролюминесцентные и катодолюминесцентные источники света, принимающие электронно-лучевые трубки, люминесцентные, бактерицидные и кварцевые лампы, натриевые, металлогалогеновые, серные, ксеноновые лампы, лазерные диоды, газоразрядные лазеры), химические процессы (электрохимия, плазмотроны, гальваностегия, гальванопластика), звуковые волны (динамические головки, пьезоизлучатели), электромагнитное излучение (антенны, фазированные антенные решётки, гиротроны, магнетроны, лампы бегущей волны, клистроны, амплитроны), ионизирующее излучение (рентгеновские трубки, ускорители, газоразрядные генераторы нейтронов).
Этими же методами возможно фиксировать различные параметры промышленных, бытовых и научных приборов.
Таким образом, используя одно физическое явление, можно удовлетворить огромное множество потребностей человека. Именно это обеспечило широчайшее применение электричества в современном быту, промышленности и научных исследованиях.
Электротехника имеет множество разделов, основные из которых описаны ниже. Хотя каждый инженер работает в своей области, многие из них имеют дело с комбинацией из нескольких наук.

### Электроэнергетика
Электроэнергетика — наука о выработке, передаче и потреблении электроэнергии, а также о разработке устройств для этих целей. К таким устройствам относят: трансформаторы, электрические генераторы, ТЭНы, электродвигатели, контакторы, низковольтную аппаратуру и электронику для управления силовыми приводами. Многие государства мира имеют электрическую сеть, называемую электроэнергетической системой, которая соединяет множество генераторов с потребителями энергии. Потребители получают энергию из сети, не тратя ресурсы на выработку своей собственной энергии. Энергетики работают как над проектированием и обслуживанием сети, так и над энергетическими системами, присоединёнными к сети. Такие системы называются внутрисетевыми и могут как поставлять энергию в сеть, так и потреблять её. Энергетики работают также и над системами, не присоединёнными к сети, называемыми внесетевыми, которые в некоторых случаях являются более предпочтительными, чем внутрисетевые системы. Имеется перспектива создания энергетических систем, контролируемых со спутника, имеющих обратную связь в реальном времени, что позволит избежать скачков напряжения и предотвратить нарушения энергоснабжения.

### Электромеханика
Электромеханика рассматривает общие принципы электромеханического преобразования электрической энергии и их практическое применение для проектирования и эксплуатации электрических машин. Предметами изучения электромеханики являются: преобразование электрической энергии в механическую и наоборот, электрические машины, электромеханические комплексы и системы. Цель электромеханики — управление режимами работы и регулирование параметров обратимого преобразования электрической энергии в механическую. К основным направлениям электромеханики относятся: общая теория электромеханического преобразования энергии; проектирование электрических машин; анализ переходных процессов в электрических машинах.

### Системы автоматического управления
Задачами автоматических систем управления (и автоматизации в целом) является моделирование различных динамических систем и разработка систем управления, которые заставляют работать динамические системы нужным образом. Для создания таких устройств могут использоваться электрические схемы, процессоры цифровой обработки сигналов, микроконтроллеры и программируемые логические контроллеры. Системы управления имеют широкую область применения от систем, встраиваемых в энергетические установки (например, на коммерческих авиалайнерах), автоматов постоянной скорости (имеющихся во множестве современных автомобилей) и ЧПУ в станках до систем управления на базе промышленных ПК в автоматизации промышленного производства.
Инженеры часто используют обратную связь  при проектировании систем управления. Например, в автомобиле с автоматом постоянной скорости скорость транспортного средства постоянно отслеживается, и данные передаются системе, которая соответственно регулирует выходную мощность двигателя. Если имеется стандартная система обратной связи, можно использовать теорию управления для определения того, как система должна реагировать на поступающую информацию.